# Šumperki járás

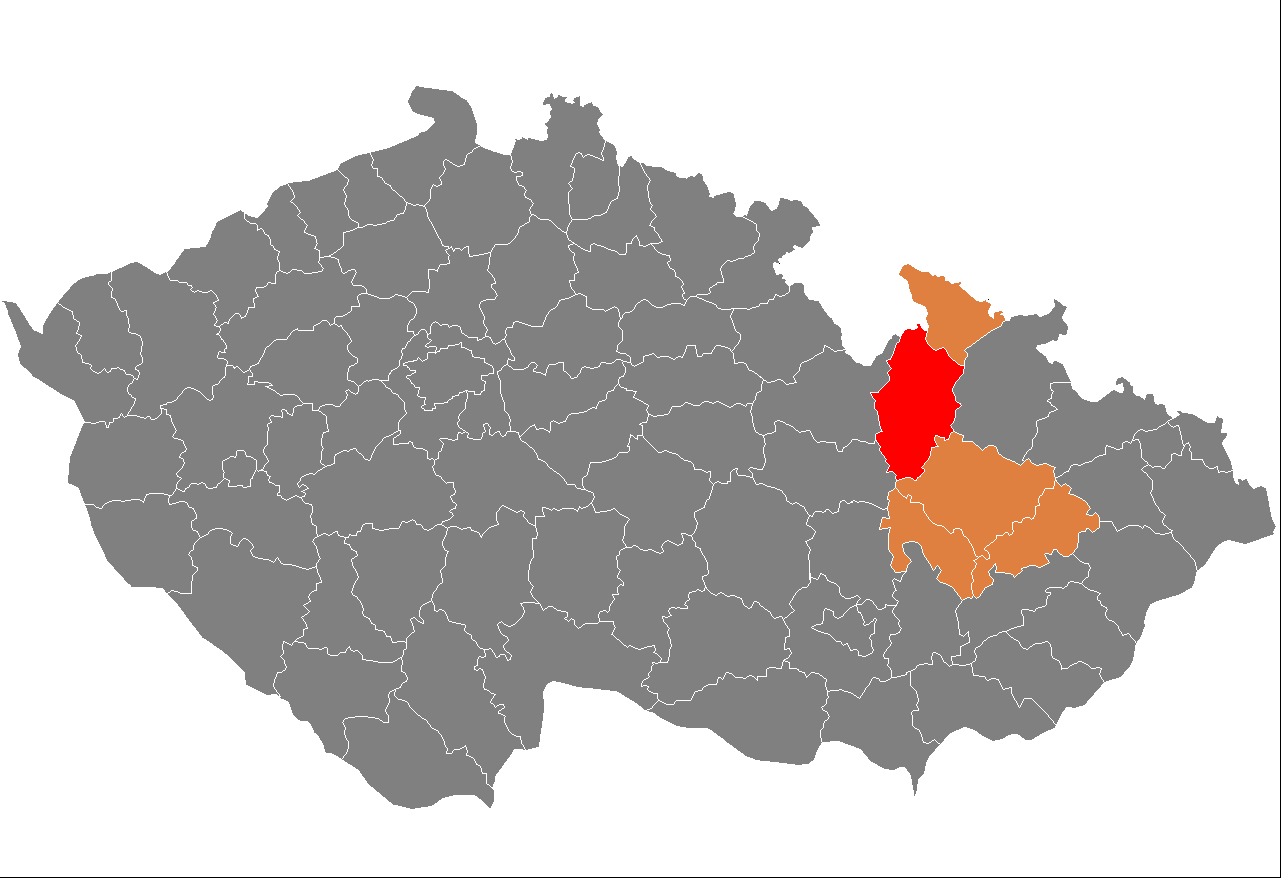
A Šumperki járás

A Šumperki járás (csehül: Okres Šumperk) közigazgatási egység Csehország Olomouci kerületében. Székhelye Šumperk. Lakosainak száma 125 500 fő (2009). Területe 1313,06 km².

## Városai és községei
A városok félkövér, a községek álló betűkkel szerepelnek a felsorolásban.
Bludov •
Bohdíkov •
Bohuslavice •
Bohutín •
Branná •
Bratrušov •
Brníčko •
Bušín •
Chromeč •
Dlouhomilov •
Dolní Studénky •
Drozdov •
Dubicko •
Hanušovice •
Horní Studénky •
Hoštejn •
Hraběšice •
Hrabišín •
Hrabová •
Hynčina •
Jakubovice •
Janoušov •
Jedlí •
Jestřebí •
Jindřichov •
Kamenná •
Klopina •
Kolšov •
Kopřivná •
Kosov •
Krchleby •
Lesnice •
Leština •
Libina •
Líšnice •
Loštice •
Loučná nad Desnou •
Lukavice •
Malá Morava •
Maletín •
Mírov •
Mohelnice •
Moravičany •
Nemile •
Nový Malín •
Olšany •
Oskava •
Palonín •
Pavlov •
Petrov nad Desnou •
Písařov •
Police •
Postřelmov •
Postřelmůvek •
Rájec •
Rapotín •
Rejchartice •
Rohle •
Rovensko •
Ruda nad Moravou •
Šléglov •
Sobotín •
Staré Město •
Stavenice •
Štíty •
Sudkov •
Šumperk •
Svébohov •
Třeština •
Úsov •
Velké Losiny •
Vernířovice •
Vikantice •
Vikýřovice •
Vyšehoří •
Zábřeh •
Zborov •
Zvole

## Fordítás
- Ez a szócikk részben vagy egészben  a(z)   Šumperk District című angol Wikipédia-szócikk ezen változatának fordításán alapul.  Az eredeti cikk szerkesztőit annak laptörténete sorolja fel. Ez a jelzés csupán a megfogalmazás eredetét és a szerzői jogokat jelzi, nem szolgál a cikkben szereplő információk forrásmegjelöléseként.
- Ez a szócikk részben vagy egészben  az   Okres Šumperk című cseh Wikipédia-szócikk ezen változatának fordításán alapul.  Az eredeti cikk szerkesztőit annak laptörténete sorolja fel. Ez a jelzés csupán a megfogalmazás eredetét és a szerzői jogokat jelzi, nem szolgál a cikkben szereplő információk forrásmegjelöléseként.